# Schloss Johannisburg

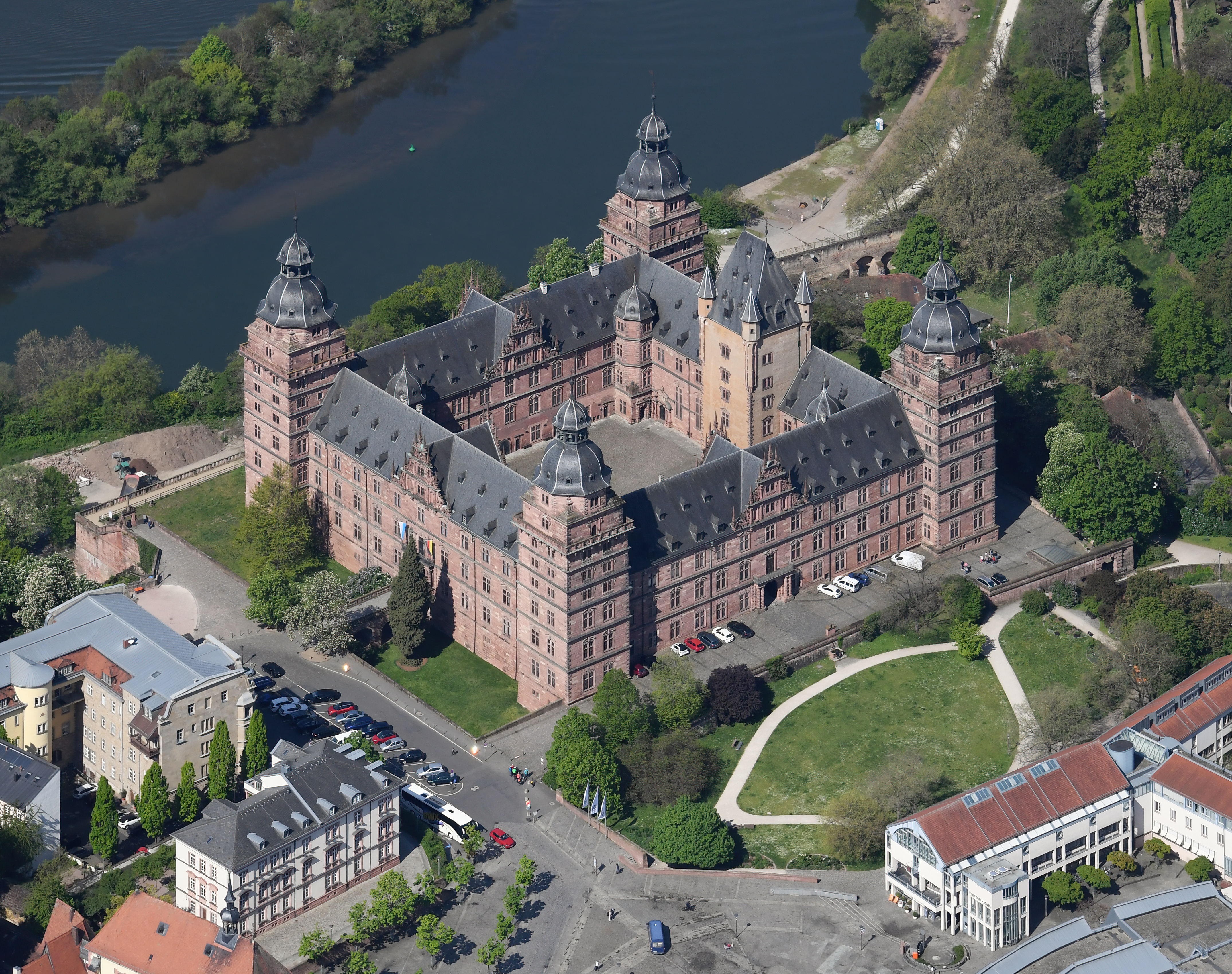
Widok zamku Johannisburg z lotu ptaka

Schloss Johannisburg służył do 1803 roku jako druga rezydencja mogunckiego arcybiskupa i elektora Rzeszy Niemieckiej. Został on zbudowany w stylu renesansowym w latach 1605–1614 przez strassburskiego mistrza budowlanego Georga Ridingera z czerwonego piaskowca. Założenie architektoniczne złożone jest czterech trójkondygnacyjnych skrzydeł. Na każdym krańcu budowli znajduje się wieża, w której umieszczono schody prowadzące na wyższe piętra. W latach 1814–1918 zamek był własnością władców bawarskich.
Obecnie właścicielem obiektu jest Wolne Państwo Bawarskie, w imieniu którego majątkiem administruje Bawarski Zarząd nad Państwowymi Zamkami, Ogrodami i Jeziorami.
Zamek dominuje do dziś dnia nad miastem i stanowi jego największą atrakcję.

## Historia
O budowie średniowiecznego zamku, który stał na miejscu obecnej budowli, wiemy niewiele. W roku 1284 została ufundowana tutaj kaplica Jana Chrzciciela. Istnieją także zapiski dotyczące przebudowy zamku-wieży (Bergfried). Wieża ta w XIV wieku została przedstawiono na rysunkach Veita Hirsvogela Młodszego. Przez długi czas zamek był drugą siedzibą arcybiskupów mogunckich, którzy władali największą prowincją kościelną całej Rzeszy Niemieckiej, a jednocześnie piastowali urząd jej kanclerza. Pomiędzy XIII i XV wiekiem Aschaffenburg był miejscem licznych zjazdów książęcych, jak i synodów. Najbardziej znaczącymi gośćmi miasta byli cesarz Ludwik Bawarski (1317) oraz król Wacław IV Luksemburski (1383). Szczególnie ważnym dla Aschaffenburga okazał się Albrecht von Brandenburg, arcybiskup Moguncji i Magdeburga, który z powodu reformacji w 1539 ratował się ucieczką z Halle do tego miasta zabierając ze sobą liczne dzieła sztuki nad Men. Średniowieczny zamek Johannisburg został splądrowany i zniszczony podczas wojen margrabiów. Wiele z dzieł sztuki, które przywędrowały tutaj wraz z von Brandeburgiem zaginęło. Wśród tych, które pozostały, wymienia się prace Lucasa Cranacha Starszego, jak i innych przedstawicieli jego szkoły, które są wystawione w zamkowej Galerii Państwowej Aschaffenburga.
W 1604 roku nowy elektor moguncki Johann Schweikhard von Kronenberg zlecił odbudowę zamku. Prace prowadzone były pod nadzorem mistrza budowlanego i architekta ze Strassburga Georga Ridinger. Pozostawił on pozostałości starego zamku oraz samotnie stojącą wieżę. Zachodnia ściana nowego budynku sięgała 20 metrów wysokości. W środkowej części zamku znajduje się herb arcybiskupa-elektora Johanna Schweikharda, który wykonany został przez rzeźbiarza Hansa Junkera. Zniszczony podczas II wojny światowej herb został ponownie zrekonstruowany podczas renowacji obiektu.

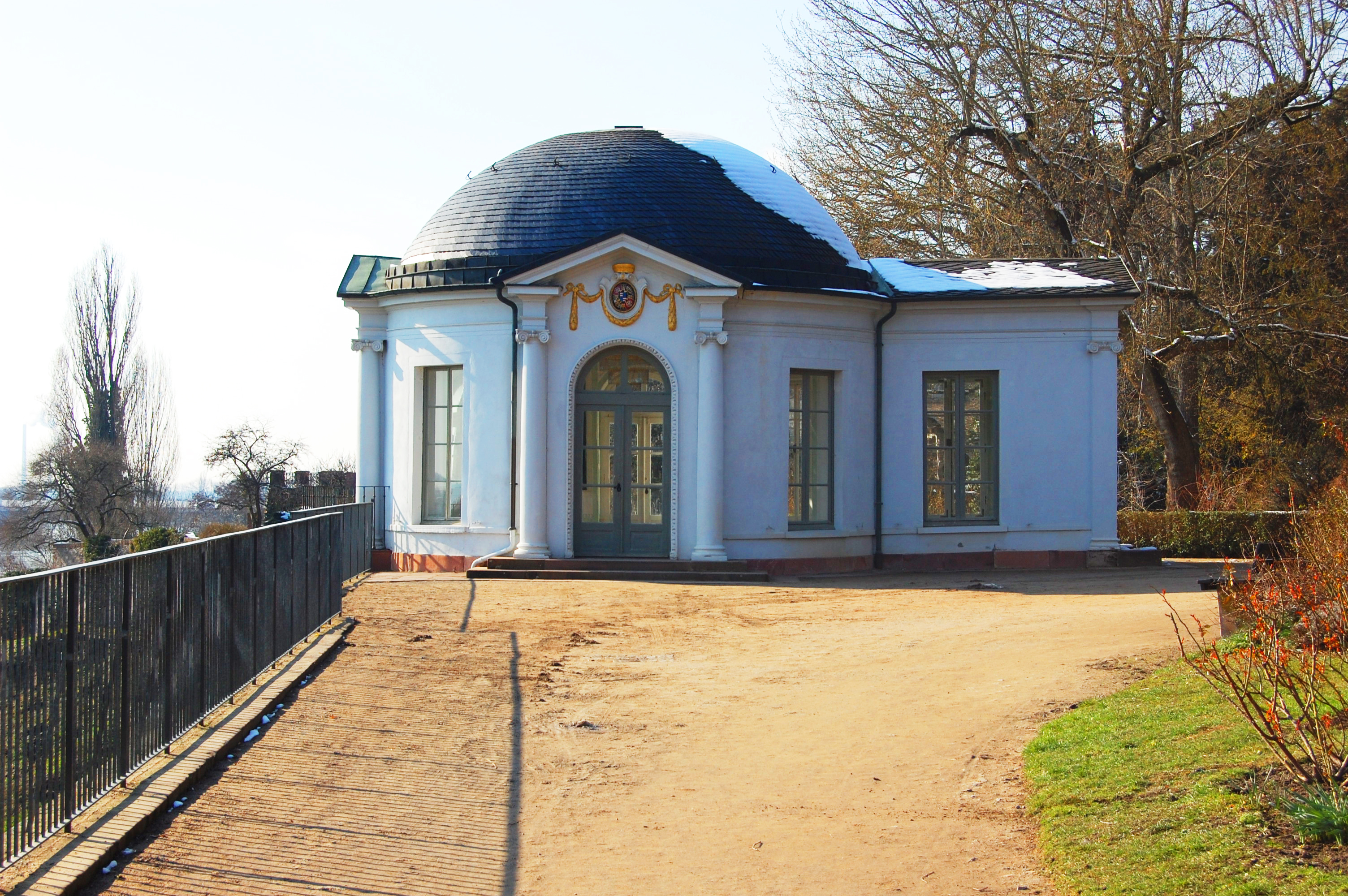
Pawilon śniadaniowy

Nazwa zamku ma podwójne uzasadnienie. Po pierwsze odnosi się do imienia patrona – Jana Chrzciciela, a po drugie do imienia zleceniodawcy jego odbudowy. Kształt budynku jest niemalże symetryczny, a jego fasady są długie na 87,5 i 86 metrów. Do ich budowy wykorzystano czerwony piaskowiec z okolic Miltenberga i Obernburga nad Menem. Fundamenty wież zamkowych sięgają na 13,5 metra w głąb ziemi. Ich ośmiokątne dachy mają natomiast 52 metry wysokości. Dziedziniec wewnętrzny rozpościera się na szerokość 51 metrów. Na każdej ścianie i piętrze znajdują się rzędy okien po 15/16 sztuk. Wiele elementów architektonicznych zamku nawiązuje bezpośrednio do włoskiej architektury renesansowej. Obiekt jest otoczony przez suchą fosę, przez którą przerzucony został w południowym skrzydle most. Współczesna fasada główna jest zwieńczona balkonem, który spoczywa na dwóch kolumnach. Johannes Schweikhard von Kronberg inaugurował wielkie otwarcie zamku po jego odbudowie 17 lutego 1614 roku, a zatem w dziesiątą rocznicę swojego wyboru na elektora Rzeszy Niemieckiej. Z tej okazji wybił on także okolicznościowe monety, gdzie na jeden ze stron przedstawiono Johannisburg, a na drugiej herb fundatora. Prace rekonstruktorskie dokumentował architekt Ridinger za pomocą obrazów na miedzianych tabliczkach, które zawierają także wiele informacji na temat wcześniejszego wyglądu oraz wyposażenia obiektu. Ostatnie prace na zamku zostały zakończone na przełomie lat 1618/1619.

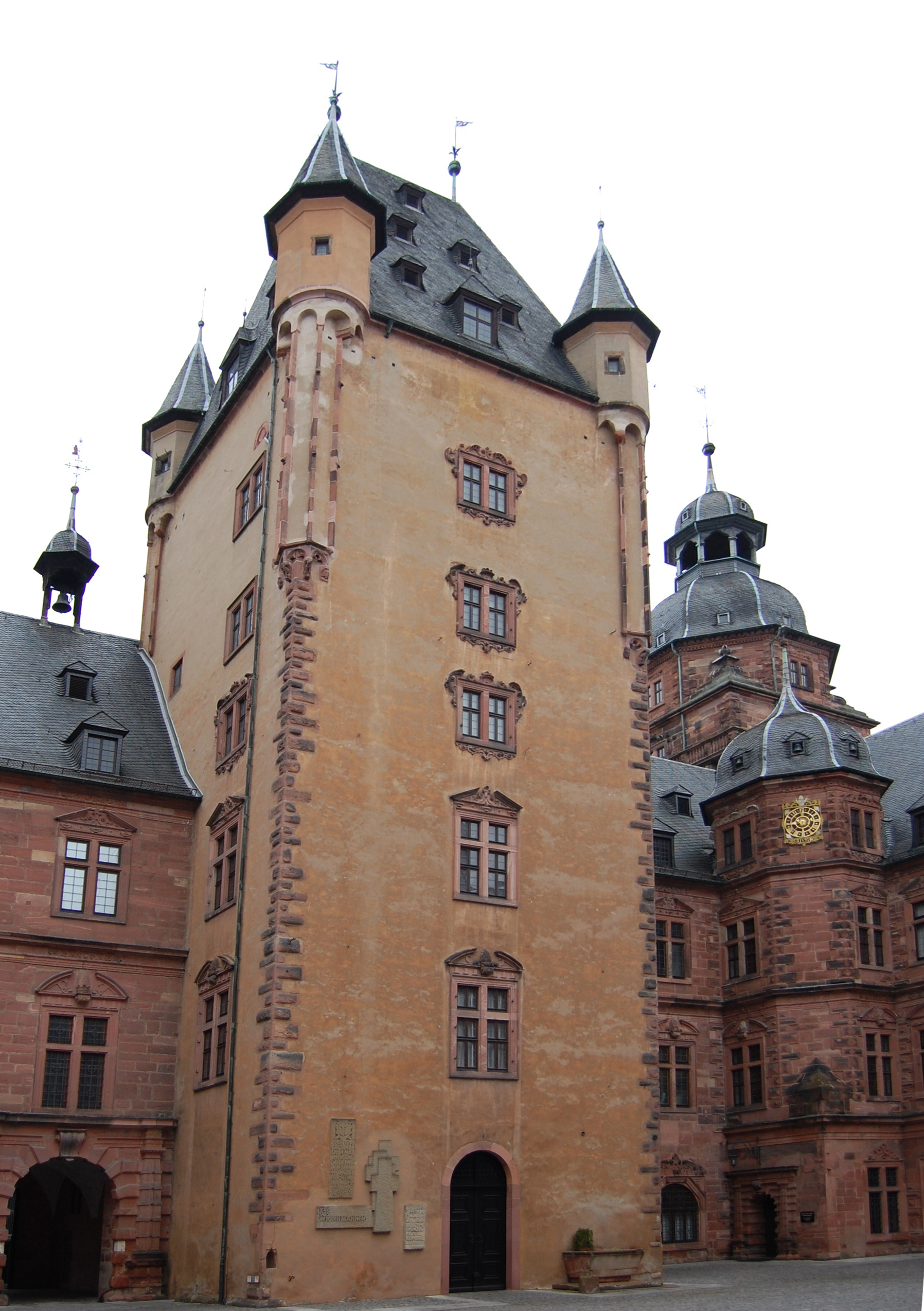
Najstarsza część zamku – średniowieczna wieża

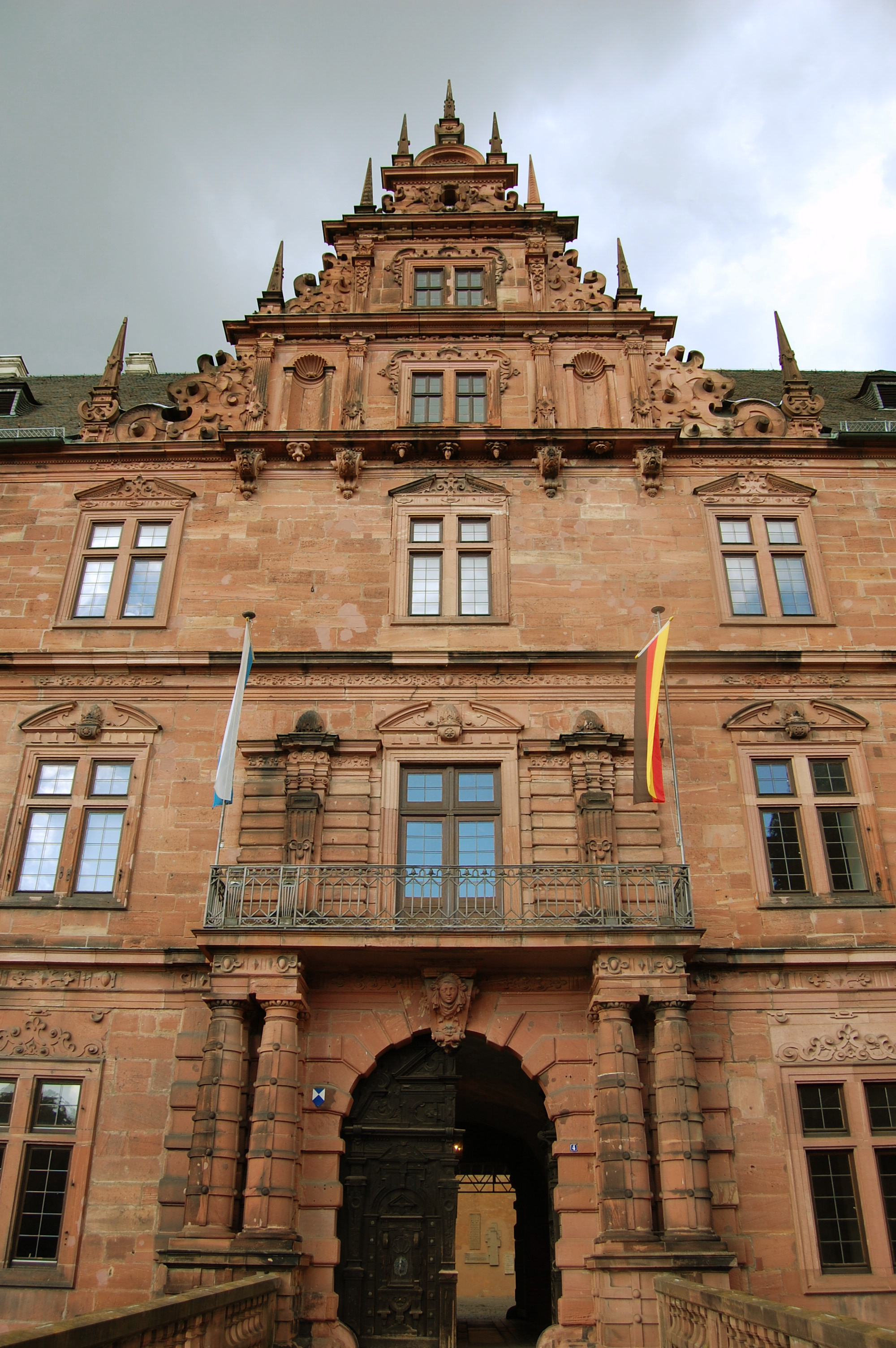
Wejście główne do zamku

Wnętrza zamkowe na pierwszym piętrze zachowały swój dawny gospodarczy oraz administracyjny charakter. Znajdowała się tutaj przykładowo kuchnia. W lewej części południowego skrzydła, tam gdzie dziś ulokowana jest winiarnia zamkowa, znajdował się magazyn srebra. Pomieszczenia mieszkalne elektorów znajdowały się na pierwszym piętrze. Jako iż była to rezydencja cesarzy, na drugim piętrze umieszczono specjalny apartament dla władców Rzeszy. Zdobi go okazała sala cesarska, w której znajdują się szerokie okna, których jest sumie siedem.
Z odbudową zamku związana jest anegdota, wedle której kapucyn Berhard von Trier ocalił budowlę i miasto przed splądrowaniem ich przez wojska szwedzkie króla Gustawa Adolfa w 1631 roku. Po tym, jak zakonnik otrzymał pieczę nad miastem, usłyszał on od władcy Szwecji, iż ubolewa on nad tym, że świeżo co odbudowany zamek będzie musiał zniszczyć, gdyż nie jest w stanie go przenieść ze sobą do swojego kraju. Kapucyn złożył więc przysięgę, iż umożliwi on mu to i postawi budynek na kołach. Kapucyn zlecił umieszczenie pod każdym oknem pierwszej kondygnacji obiektu kamienne koło – znak rozpoznawczy elektorów Moguncji. Jak mówi dalej opowieść, król szwedzki rozbawiony pomysłowością mnicha roześmiał się i odstąpił od zniszczenia Johannisburga.
W czasie drugiej wojny światowej budowla została mocno uszkodzona podczas bombardowań i ostrzału artylerii (przełom marca i kwietnia 1945 roku). Zamek uległ wtedy niemal doszczętnemu zniszczeniu. Niedługo po wojnie zdecydowano się na ponowne odbudowanie obiektu. Przydatne okazały się przy tym szkice z czasów poprzedniej renowacji budowli w XVII wieku. Szczególnie trudnym elementem przy odbudowie obiektu okazały się zwieńczenia wież, które zostały dość nietuzinkowo odlane i z tego powodu ponownie ich wykonanie nie należało do najłatwiejszych. Z podobnych względów liczne okna (ich wysokość oraz ilość) zostały zmienione podczas prac budowlanych.
Wnętrza zamkowe nie zostały odtworzone. Dawne komnaty zostały przystosowane na potrzeby muzealne. Koszty odbudowy pokryły władze samorządowe miasta Aschaffenburg oraz Wolne Państwo Bawarskie. Łącznie odbudowa zamku wymagała 20 milionów marek. W roku 1964 budynek został ponownie otwarty dla zwiedzających.

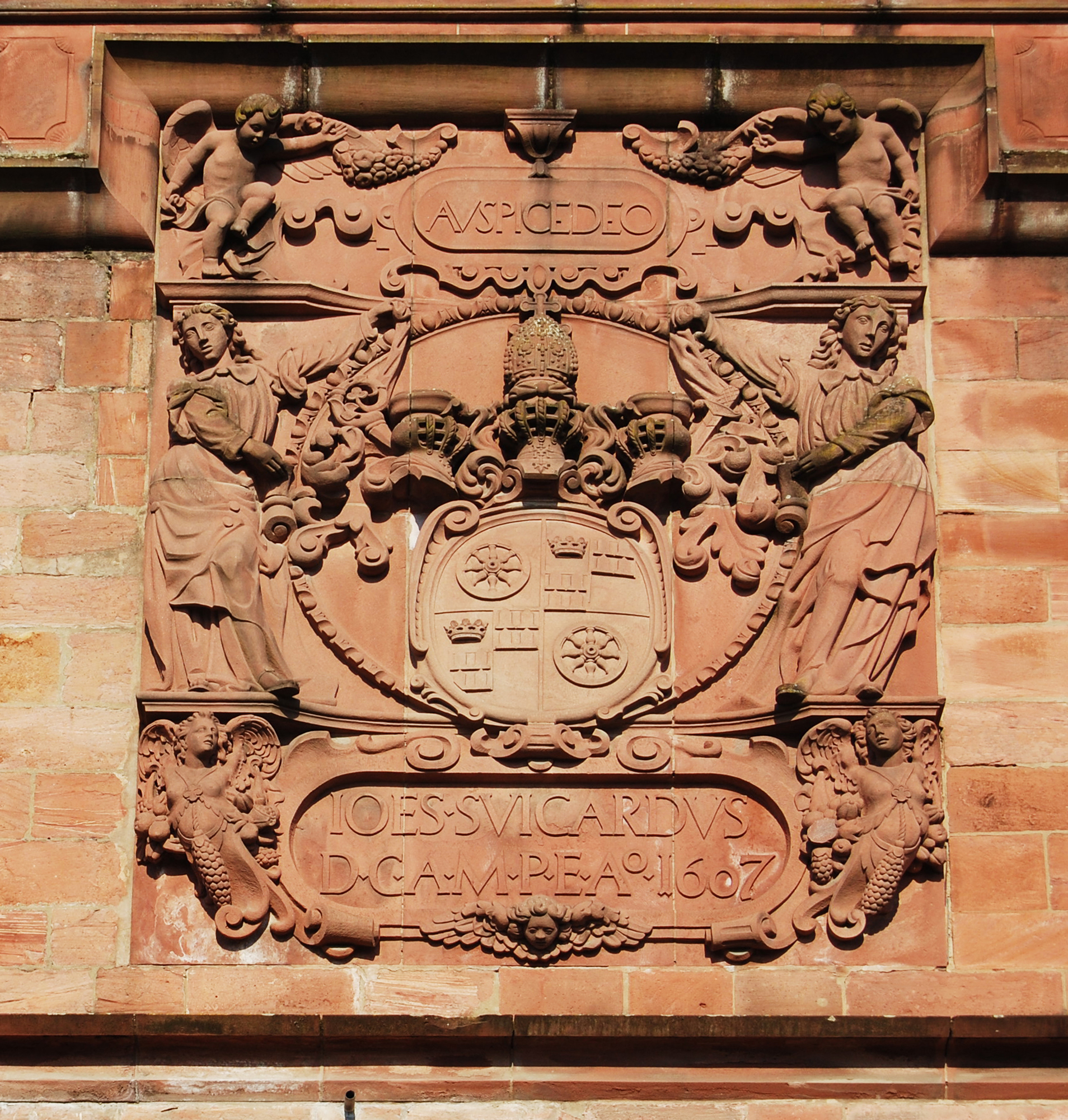
Herb z czasów odbudowy zamku

## Atrakcje
Do jednych z atrakcji zamku zalicza się Aschaffenburską Galerię Malarstwa, która stanowi filię zamiejscową Bawarskich Państwowych Kolekcji Malarstwa. Dziś znajdują się w jej zbiorach obrazy m.in. Lucasa Cranacha Starszego, jego syna oraz licznych ich uczniów, ale i dzieła Rubensa. Zbiory obrazów Cranach należą do najbardziej znaczących w Europie. Dodatkowo można zobaczyć tutaj przedstawienia sceny ukrzyżowania autorstwa Hansa Baldunga Griena oraz portret Albrechta von Brandenburga w kosztownych szatach i drogocenną biżuterią. Zbiór zawiera dodatkowo ogromną liczbę obrazów flamandzkich oraz niderlandzkich mistrzów z XVII i XVIII wieku.
W południowym skrzydle zamku znajduje się kaplica zaprojektowana przez Hansa Junkera, do której wejście znajduje się od dziedzińca wewnętrznego obiektu. Prawdopodobnie znajdujący się w niej ołtarz został również wykonany przez tego architekta.
We wschodniej wieży zamku znajduje się od 1969 roku Carillon (kurant) złożony z 48 dzwonów (4 oktaw), który to trzykrotnie każdego dnia rozbrzmiewa. Między innymi z tego powodu od czasu do czasu w Aschaffenburgu spotykają się znani artyści kurantowi.
Interesującym jest także fakt, że na zamku znajduje się największa na świecie kolekcja figur korkowych (54) przedstawiająca budowle antycznego Rzymu, m.in. model Koloseum, który ze swoimi trzema metrami wysokości jest największą figurą korkową na świecie. Eksponat ten został stworzony przez nadwornego cukiernika Carla Josepha Maya oraz jego syna Georga.
Od 1972 roku znajduje się na zamku część miejskich zbiorów muzealnych. W ich skład wchodzą, między innymi, rzeźby z okresu budowy zamku, widoki miasta, przedmioty związane z cechami rzemieślniczymi oraz zabytkowe meble. Szczególną atrakcją tej placówki muzealnej są zbiory niemieckiej i zagranicznej ceramiki, przede wszystkim fajansów, kamionek (m.in. zbiór produktów Maufaktury w Damm) oraz porcelany. Również nowoczesne malarstwo znalazło tutaj miejsce dla siebie. Znajdują się tutaj między innymi dzieła pędzla Ernsta Ludwiga Kirchenra oraz Christiana Schada.
Na drugim piętrze budowli znajdują się dawne pomieszczenia mieszkalne elektorów Rzeszy Niemieckiej z oryginalnymi meblami arcybiskupa Friedricha Karla Josepha von Erthala z około 1800 roku. W budynku ma swoją siedzibę Biblioteka Nadworska, Biblioteka Kolegialna z blisko 22 000 tomami, 8 rękopisami oraz 586 inkonabułami. W zamkowych piwnicach znajduje się winiarnia oraz skład win. Przez przyzamkowe założenie parkowe dojść można do Pompejanum i tarasów St. Germain. Park zamkowy jest utrzymany w stylu barokowym. Całe założenie składa się z licznych alejek, pergol, ścianek oraz nisz z miejscami siedzącymi z widokiem na Men. Wśród znajdującej się tutaj roślinności dominują agawy i figi. Roślinny te pochodzą z terenów południowej Europy, dlatego też miastu nadano przydomek „bawarska Nicea”. W założeniu parkowym znajduje się także „pawilon śniadaniowy” wybudowany na zlecenie Friedircha Karla Josepha von Erthala.

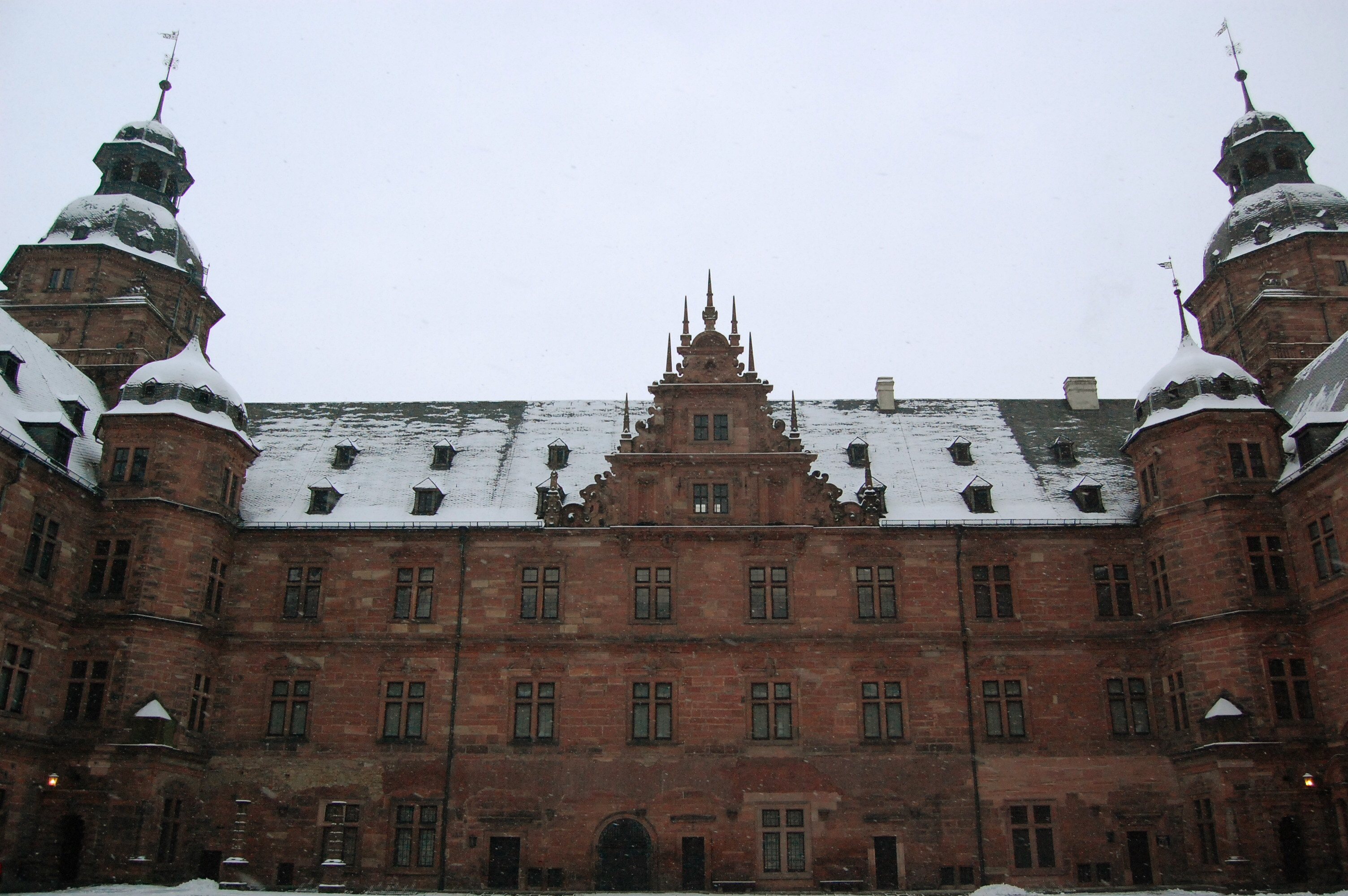
Widok dziedzińca

## 400-lecie zamku
Jubileusz rozpoczęcia prac nad odbudową zamku zostało przez miasto Aschaffenburg już w roku 2007 wpisane w obchody aschaffenburskich dni kultury. Oficjalnym uzasadnieniem tej daty był fakt, iż trzy metrowe herby wbudowane w ścianę budowli poświadczają datę 1607, jako początek prac nad rekonstrukcją obiektu. Inskrypcje na nich brzmią bowiem:
IO[ANN]ES SUICARDUS
D[EI] G[RATIA] A[RCHIEPISCOPUS] M[OGUNTINUS] P[RINCEPS] E[LECTOR]
A[NN]O 1607
(Johanne Schweikard, z bożej łaski arcybiskup i elektor Moguncji, w roku 1607)